# Letse Onafhankelijkheidsoorlog
De Letse Onafhankelijkheidsoorlog (Lets: Latvijas brīvības cīņas, Letse vrijheidsstrijd of Latvijas atbrīvošanas kars, Letse bevrijdingsoorlog), was een reeks militaire conflicten in Letland tussen 5 december 1918, de onafhankelijkheidsverklaring van de Republiek Letland op 11 augustus 1920, en de ondertekening van de Vrede van Riga tussen Letland en de Russische Socialistische Federatieve Sovjetrepubliek (RSFSR).
Bij de oorlog waren resterende Duitse troepen, Letse nationalisten, die vervolgens de officiële strijdkrachten van de nieuwe republiek vormden, het Westrussisch Bevrijdingsleger, de RSFSR en de kortstondige Letse Socialistische Sovjetrepubliek betrokken. Ook de legers van Estland, Litouwen en Polen speelden een rol.

## Geschiedenis
Aan het einde van de Eerste Wereldoorlog was het gebied van het huidige Letland nog onder controle van het Duitse Keizerrijk. Kort voor het einde, op 22 oktober 1918, werd door Duitsland het Verenigd Baltisch Hertogdom opgericht. Werkelijke macht zou dit nooit bezitten, daar al op 11 november de Duitse overgave volgde.
Na de wapenstilstand werd bepaald dat Letland in de Britse invloedszone zou liggen. Met de aftocht van de Duitse troepen werd echter geen haast gemaakt, omdat deze voorlopig de opmars van het Rode Leger tegen zouden houden. Groot-Brittannië zond zelf geen troepen, slechts een paar marinevaartuigen.
Op 18 november werd de Letse onafhankelijkheid uitgeroepen. Tegen de zin van de Britten vertrok het grootste deel van het Duitse leger. Een deel van de Duitse troepen bleef echter in het land.
Aangemoedigd door het vertrek van de meeste Duitse soldaten viel het Rode Leger op 1 december Letland binnen. Een belangrijk deel hiervan vormden de regimenten der Letse Schutters. Op 17 december werd de Letse Socialistische Sovjetrepubliek uitgeroepen. Riga werd in januari 1919 ingenomen, waarna de Letse regering naar Koerland vluchtte.
Tijdens de invasie, op 7 december 1918, was de Baltische Landeswehr opgericht, om de Duitse belangen te verdedigen. Aanvankelijk vochten de Duitse en Letse troepen gezamenlijk tegen de Sovjettroepen. De Duitsers waren echter niet zozeer in een onafhankelijk Letland geïnteresseerd alswel in het tegenhouden van de opmars van het Rode Leger richting Oost-Pruisen. Temeer daar de Baltisch-Duitse minderheid argwanend stond tegenover een regering van Letse nationalisten. Van een bevoorrechte bevolkingsgroep onder het Russische Keizerrijk zouden ze een gewantrouwde minderheid in een zelfstandig Letland worden. Uiteindelijk kwam het tot een breuk en de Duitsers richtten op 16 april 1919 een tegenregering op. Vervolgens werd met Duitse steun het Westrussisch Bevrijdingsleger opgericht onder Pavel Bermondt-Avalov, dat voor herstel van het Russische Keizerrijk en dus tegen een zelfstandig Letland streed.
Met de steun van Estland kregen de Letse troepen uiteindelijk het grootste deel van het land in bezit. De regering van de Letse Socialistische Sovjetrepubliek werd naar Letgallen verdrongen.
Als uitvloeisel van het conflict over het Vilniusgebied bevonden zich eind-1919 Poolse en Litouwse troepen in het uiterste zuidoosten van Semgallen. Op 3 januari 1920 namen Poolse en Letse strijdkrachten Daugavpils in. Aanvankelijk maakte Polen aanspraak op Letgallen (als het voormalige Poolse woiwodschap Lijfland). In het voorjaar van 1920 verklaarde de Poolse afgezant in Riga dat Letgallen bij Polen hoorde. Omdat het conflict met Litouwen al voldoende problemen opleverde zag Polen hier uiteindelijk vanaf.
De Letse Socialistische Sovjetrepubliek werd opgeheven en in augustus 1920 erkende de RSFSR Letland als zelfstandige staat.

## Tijdlijn

Situatie na afloop van de Eerste Wereldoorlog.
Duitse troepen
Estse troepen

6 maart 1919: Na de opmars van het Rode Leger is het grootste deel van Letland onder Sovjet-heerschappij.
Rode Leger
Duitse Troepen
Letse troepen
Estse troepen

16 april 1919: In een tegenoffensief in maart heroveren de gezamenlijke Duitse en Letse troepen Koerland.

22-23 juni 1919: De Estse Derde Divisie begint in het begin van juni een offensief tegen de Duitse troepen.

11 november 1919: Het Letse leger heeft het grootste deel van Vidzeme onder zijn heerschappij en valt het Westrussisch Bevrijdingsleger aan, dat zich terug moet trekken.
Poolse leger
Litouwse leger

| 1918        | 1918 |
| ----------- | --- |
| 11 november | Het Duitse Keizerrijk en de geallieerden van de Eerste Wereldoorlog ondertekenen de wapenstilstand, die het einde van de oorlog betekent. de Russische Socialistische Federatieve Sovjetrepubliek begint een aanval op de Duitse troepen, die het gebied nog steeds onder hun controle hebben. Officieel valt het gebied onder de Britse invloedszone. Groot-Brittannië verklaart het land onafhankelijk, maar stuurt zelf geen troepen. |
| 17 november | Het eerste wetgevende orgaan van Letland, de Volksraad (Tautas Padome) en een voorlopige regering worden opgericht. Jānis Čakste wordt de voorzitter van de Volksraad, Kārlis Ulmanis premier. |
| 18 november | in Riga wordt de Republiek Letland uitgeroepen. |
| 28 november | De regeringsraad van het Duitse Verenigd Baltisch Hertogdom wordt opgelost. |
| 1 december  | Het Rode Leger (waaronder de Letse Schutters) valt Letland binnen. |
| 17 december | De Letse Socialistische Sovjetrepubliek onder leiding van Pēteris Stučka wordt uitgeroepen. |

| 1919        | 1919 |
| ----------- | --- |
| 5 januari   | De eerste gewapende eenheid van Letland, het Eerste Letse Onafhankelijke Bataljon, onder bevel van Oskars Kalpaks wordt gevormd. De voorlopige regering trekt zich terug van Jelgava naar Liepāja.                                                       |
| 31 januari  | Het grootste deel van Letland is onder de controle van het Rode Leger, de Letse en Duitse troepen behouden gezamenlijk de controle rond Liepāja. |
| 18 februari | Een overeenkomst tussen Estland en Letland wordt ondertekend; in Estland wordt de Noord-Letse Brigade onder leiding van Jorgis Zemitāns opgericht. |
| 3 maart     | De gezamenlijke Duitse en Letse strijdkrachten beginnen een tegenaanval tegen Sovjet-Letland. |
| 6 maart     | Oskars Kalpaks, commandant van alle Letse strijdkrachten ondergeschikt aan het Duitse hoofdkwartier valt door Duits eigen vuur. Hij wordt vervangen door Jānis Balodis.                                                                                  |
| 10 maart    | Saldus komt onder Letse controle. |
| 21 maart    | Het Eerste Letse Onafhankelijke Bataljon wordt hervormd tot de Letse Onafhankelijke Brigade. |
| 16 april    | Door de Duitse minderheid wordt een tegenregering opgericht, welke in Liepāja een staatsgreep pleegt. Als president hiervan wordt Andrievs Niedra aangesteld. De voorlopige nationale regering van Letland neemt toevlucht aan boord van de SS. Saratov. |
| 16 mei      | Het Estse leger begint in Noord-Letland een groot offensief tegen de Sovjets. |
| 22 mei      | De Duitse Baltische Landeswehr neemt Riga in. |
| 23 mei      | De Letse Onafhankelijke Brigade neemt Riga in. |
| 3 juni      | De Baltische Landeswehr bereikt Cēsis. |
| 6 juni      | De Landeswehr begint onder bevel van majoor Alfred Fletcher een campagne in Noord-Letland, tegen de Estse 3e Divisie onder Ernst Põdder en het Tweede Letse Cēsis-regiment van de Noord Letse Brigade.                                                   |
| 23 juni     | De Estse strijdkrachten verslaan de Landeswehr. |
| 3 juli      | Estland, Letland en de pro-Duitse voorlopige regering van Letland ondertekenen de Wapenstilstand van Strazdumuiža. |
| 6 juli      | De Noord-Letse Brigade trekt Riga binnen. |
| 5 oktober   | De Duitse vertegenwoordiging vertrekt in het geheim van Riga naar Jelgava, waar een aanval op Riga door het onder Duitse leiding opgerichte Westrussisch Bevrijdingsleger wordt voorbereid.                                                              |
| 8 oktober   | Het Westrussisch Bevrijdingsleger valt Riga aan en bezet de wijk Pārdaugava. |
| 3 november  | Het Letse leger, ondersteund door Estse pantsertreinen en de Britse Royal Navy, lanceert een tegenaanval. |
| 11 november | Het Letse leger verslaat in Riga het Westrussisch Bevrijdingsleger. |
| 22 november | Het Litouwse leger verslaat nabij Radviliškis in Litouwen de restanten van het Westrussisch Bevrijdingsleger. |

| 1920        | 1920 |
| ----------- | --- |
| 3 januari   | Poolse en Letse strijdkrachten voeren in Letgallen een aanval uit op de Sovjets en nemen Daugavpils in. |
| 13 januari  | De regering van de Letse SSR treedt af.                                                                 |
| 1 februari  | Letland tekent een wapenstilstand met de Russische SFSR.                                                |
| 17-18 april | Verkiezing van de Constitutionele Vergadering van Letland.                                              |
| 1 mei       | Eerste zitting van de Constitutionele Vergadering.                                                      |
| 15 juli     | Letland tekent een wapenstilstand met Duitsland.                                                        |
| 11 augustus | De Lets-Russische Vrede van Riga wordt ondertekend.                                                     |